# Nordic Semiconductor
Nordic Semiconductor (Nordic Semi) ist ein norwegischer fabless Halbleiterhersteller. Das 1983 in Trondheim gegründete Unternehmen entwickelt unter anderem Chipsätze für die Nahbereichskommunikation im ISM-Band, beispielsweise für die Datenübertragung bei drahtlosen Funktastaturen und Mäusen. Das Unternehmen ist in drei Hauptgeschäftsfeldern Anbieter von integrierten Schaltungen: Bluetooth low energy, ANT und proprietäre Übertragungsverfahren im 2,4 GHz ISM-Band. Das Unternehmen war Pionier bei der Ausarbeitung des Bluetooth Low Energy Standards.
System-on-a-Chip (SoC) wie die nRF51- und nRF52-Serie von Nordic Semi bestehen aus einem bidirektionalen Funkmodem und einem Prozessor aus der ARM Cortex-M Serie mit integrierten Speicher und verschiedenen Schnittstellen. Daneben bietet das Unternehmen auch SoCs basierend auf dem Intel MCS-51-Prozessor an. SoCs von Nordic Semiconductor werden unter anderem im Kleinstcomputer BBC micro:bit eingesetzt. Proprietäre Anwendungen der Chips im 2,4 GHz ISM-Band sind auch die Unifying Receiver für die Funkverbindung von kabellosen Mäusen und Tastaturen der Firma Logitech.
Neben der Hauptverwaltung bestehen regionale Geschäftsstellen unter anderem in den USA, Hong Kong, Südkorea und Japan.

## Geschichte
Nordic Semiconductor wurde 1983 unter dem Namen Nordic VLSI (NVLSI) von vier ehemaligen Studenten der technisch-naturwissenschaftlichen Universität Norwegens gegründet und fokussierte sich in den Anfangsjahren auf die Entwicklung von gemischten anwendungsspezifischen integrierten Schaltungen (englisch mixed-mode-ASICs), die aus analogen und komplexen digitalen Logikschaltungen nach Kundenanforderungen bestehen. 1996 folgte der Börsengang an der Osloer Börse und im Jahr 1998 wurden die ersten Funkübertragungssysteme im 433 MHz-Band und 2,4 GHz Band hergestellt. 

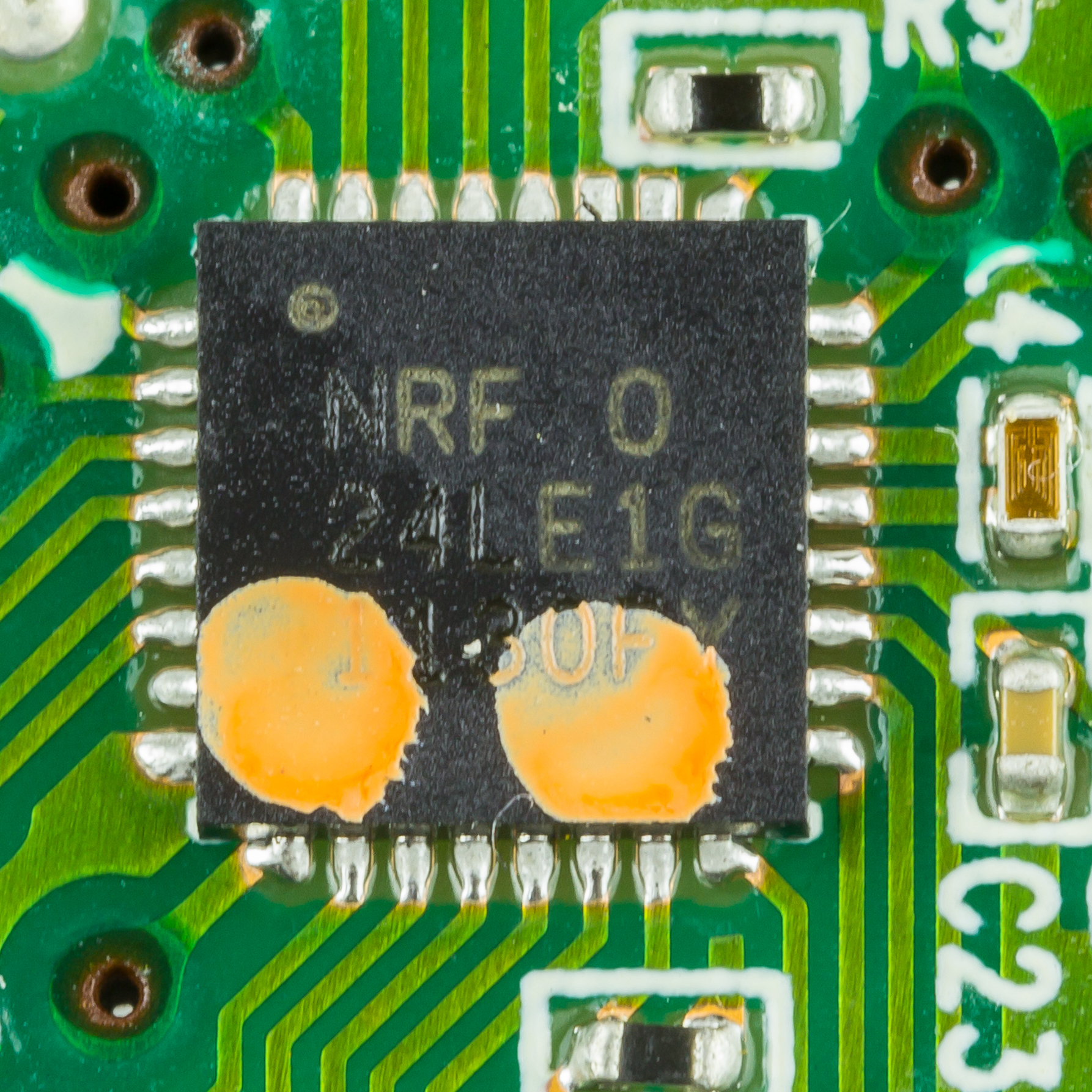
Funkchip nRF24LE1 in einer kabellosen Computermaus von Logitech

Seit 2003 liegt der Fokus auf der Entwicklung von komplexen und miniaturisierten Funkübertragungssystemen für die Nahbereichskommunikation. Diese Chips werden dann unter anderem für die Anbindung von Computerperipheriegeräten wie kabellose Mäuse und Tastaturen an dem PC oder im Bereich Wearable Computing eingesetzt.
Im Dezember 2023 kündigte Nordic Semiconductor an, dass Svenn-Tore Larsen nach 22 Jahren an der Spitze des Unternehmens von seinem Posten als CEO zurücktritt. Er wird durch Vegard Wollan, den Miterfinder der AVR-Mikrocontroller-Architektur, ersetzt.